# Chikugo
Chikugo (筑後市 Chikugo-shi?) este un municipiu din Japonia, prefectura Fukuoka.